# Озирис
Озирис је староегипатски бог подземља. Сет је растргао Озириса и разбацао делове по целом Египту. Према познатом миту, богиња Изида, Озирисова жена, и његова сестра Нефтис пронашле су делове и дале Озирису нови живот,па је он постао владар подземља. Изида и Озирис су онда зачели Хоруса. У египатском концепту божанског краљевства, краљ на самрти је постајао Озирис а нови краљ се идентификује са Хорусом. Озирис такође представља силу која доноси живот из земље. Зато му је лице приказано у зеленој боји симболишући тако усеве без којих нема живота. Празници у којима се оживљавала његова судбина слављени су сваке године у градовима широм Египта.
Класично је приказиван као божанство зелене коже са фараонском брадом, делимично омотаним мумијом на ногама, са препознатљивом атеф круном и са симболичним куком и млатилом. Он је био један од првих који је био повезан са омотом од мумије. Када га је његов брат Сет исекао на комаде након што га је убио, Изида, његова жена, пронашла је све делове и умотала његово тело, омогућивши му да се врати у живот. Озирис се повремено сматрао најстаријим сином бога земље Геба и богиње неба Нут, као и братом и мужем Изиде, а Хорус се сматрао његовим постхумно рођеним сином. У Старом краљевству (2686—2181. п. н. е.) фараон се сматрао сином бога сунца Ра који се након његове смрти попео да се придружи Рау на небу. Са ширењем Озирисовог култа, међутим, дошло је до промене веровања. Такође је био повезан са епитетом Кенти-Аменти, што значи „највећи од западњака“, што се односило на његово краљевство у земљи мртвих. Кроз синкретизам са Иохом, он је и бог Месеца.
Озирис се може сматрати братом Изиде, Сета, Нефтиде и Хоруса Старијег и оцем Хоруса Млађег. Први доказ обожавања Озириса пронађен је средином Пете египатске династије (25. век пре нове ере), иако је вероватно да је обожаван много раније; епитет Кенти-Аментиј датира барем из Прве династије, а коришћен је и као фараонска титула. Већина доступних информација о миту о Озирису изведена је из алузија садржаних у текстовима пирамида на крају Пете династије, каснијим изворним документима Новог краљевства као што су камен Шабака и „Препирке Хоруса и Сета“, и много касније, у нарацији стил из списа грчких аутора укључујући Плутарха и Диодора Сикулуса.
Озирис је био судија мртвих и подземног света, и агенција која је дала сав живот, укључујући бујну вегетацију и плодну поплаву реке Нил. Описан је као „Онај који је трајно доброћудан и млад“ и „Господар тишине“. Краљеви Египта су били повезани са Озирисом у смрти – пошто је Озирис устао из мртвих, како би били у јединству са њим и наследили вечни живот кроз процес имитативне магије.
Кроз наду у нови живот након смрти, Озирис је почео да се повезује са циклусима уоченим у природи, посебно са вегетацијом и годишњим поплавама Нила, кроз његове везе са хелијакалним издизањем Ориона и Сиријуса на почетку нове године. Озирис је био широко обожаван све до опадања древне египатске религије током успона хришћанства у Римском царству.
Неки египтолози верују да је Озирис можда био бивши живи владар - вероватно пастир који је живео у прединастичко доба (5500—3100. п. н. е.) у делти Нила, чија је благотворна владавина довела до тога да је поштован као бог. Одећа пастира, кука и млатило - некада обележја бога Делта Анђетија, са којим је Озирис био повезан - подржавају ову теорију.

## Етимологија имена
Озирис је латинска транслитерација старогрчког Ὄσιρις, што је заузврат грчка адаптација оригиналног имена на египатском језику. У египатским хијероглифима име се појављује као wsjr, које неки египтолози уместо тога радије да транслитерују као ꜣsjr или jsjrj.
Дато је неколико предлога за етимологију и значење првобитног имена; као што египтолог Марк Ј. Смит примећује, ниједан није потпуно убедљив. Већина узима wsjr као прихваћену транслитерацију, након Адолфа Ермана:
- Џон Гвин Грифитс (1980), „имајући у виду Ерманов нагласак на чињеници да име мора да почиње са в”, предлаже извођење из wsr са оригиналним значењем "Моћни".[21]
- Курт Сете (1930) предлаже сложеницу st-jrt, што значи „седиште ока”, у хипотетичком ранијем облику *wst-jrt; ово је Грифитс одбацио на фонетским основама.[21]
- Дејвид Лортон (1985) узима ово исто једињење, али објашњава да st-jrt означава „производ, нешто направљено“, при чему Озирис представља производ процеса ритуалне мумификације.[20]
- Волфхарт Вестендорф (1987) предлаже етимологију од wꜣst-jrt „она која носи око”.[22][23]
- Марк Ј. Смитх (2017) не даје дефинитивне предлоге, али тврди да други елемент мора бити облик jrj („учинити, направити“) (уместо jrt („око“)).[20]

Међутим, недавно су предложене алтернативне транслитерације:
- Јоши Мучики (1990) преиспитује Ерманов доказ да се тронски хијероглиф у речи треба читати ws и сматра га неубедљивим, сугеришући уместо тога да име треба читати ꜣsjr на основу арамејских, феничанских и старојужноарапских транскрипција, читати другим речима, престони знак и поређење са ꜣst („Изида“).[24]
- Џејмс П. Ален (2000) чита реч као jsjrt [25] али ревидира читање (2013) у jsjrj и изводи га од js-jrj, што значи „генерални (мушки) принцип“.[26]

## Изглед
Озирис је представљен у својој најразвијенијој форми иконографије носећи Атеф круну, која је слична Белој круни Горњег Египта, али са додатком два увијена нојева пера са сваке стране. Он такође носи куку и млатилицу. Сматра се да кука представља Озириса као бога пастира. Симболика млатилице је неизвеснија са пастирским бичем, мушицом или асоцијацијом на бога Анђетија из деветог нома Доњег Египта.
Обично је приказиван као фараон са теном зелене (боја поновног рађања) или црне (алудирајући на плодност поплавне равнице Нила) у мумиформном облику (који носи замке мумификације од груди надоле).